# Edgar Jiménez (actor)
Edgar Jiménez  (Caracas, 30 de diciembre de 1936 – Caracas, 5 de abril de 1965), también conocido por el seudónimo “El Suavecito”. Fue  un actor y comediante venezolano de cine y televisión, conocido por protagonizar la película venezolana Caín adolescente, ópera prima del cineasta Román Chalbaud de 1959, y la película Un  Soltero en Apuros, hecha en coproducción entre Argentina y Venezuela, del director argentino Alberto Du Bois de 1964.

## Trayectoria
El actor se inició en la radio en los programas de Radio Continente, cuando contaba apenas 11 años. En 1953, obtuvo el personaje de Alejo Dolores, hijo de la protagonista en el programa televisivo Frijolito y Robustiana de Radio Caracas Televisión (RCTV). El cineasta venezolano Román Chalbaud seleccionó al joven Edgar Jiménez de 22 años, para protagonizar su primera película Caín Adolescente de 1959. Incursionó en la televisión venezolana como animador en el programa Ritmo y Juventud de Venevisión en 1962. Fue seleccionado para el rol protagónico en la exitosa película argentino venezolana Un Soltero en Apuros de 1964, pero no pudo disfrutar del suceso de la cinta por su fallecimiento.

## Fallecimiento
El actor Edgar Jiménez se suicidó de un disparó en la cabeza, el 5 de abril de 1965, según los resultados del examen médico forense practicado por la Policía Técnica Judicial, organismo encargado de las investigaciones criminales para la época.